# Believers Never Die: Greatest Hits
Believeres Never Die: Greatest Hits è la prima raccolta della band pop punk Fall Out Boy, pubblicata il 17 novembre 2009.
la confezione contiene un CD con i singoli degli album da Take This to Your Grave (2003) a Folie à Deux (2008) più l'inedito Alpha Dog e un DVD con 15 video musicali del gruppo nello stesso ordine.

## Tracce

### CD
1. Dead on Arrival
2. Grand Theft Autumn/Where Is Your Boy
3. Saturday
4. Sugar, We're Goin' Down
5. Dance, Dance
6. A Little Less Sixteen Candles, a Little More "Touch Me"
7. This Ain't A Scene, It's An Arms Race
8. Thnks fr th Mmrs
9. The Take Over, The Breaks Over
10. I'm Like A Lawyer With The Way I'm Always Trying To Get You Off (Me & You)
11. Beat It
12. I Don't Care
13. America's Suitehearts
14. What A Catch, Donnie
15. Alpha Dog

Bonus track
1. From Now On We Are Enemies
2. Yule Shoot Your Eyes Out
3. Growing Up
4. The Carpal Tunnel of Love (solo per il Giappone)

### DVD
1. Dead on Arrival
2. Grand Theft Autumn/Where Is Your Boy
3. Saturday
4. Sugar, We're Goin' Down
5. Dance, Dance
6. A Little Less Sixteen Candles, A Little More Touch Me
7. This Ain't A Scene, It's An Arms Race
8. Thnks fr th Mmrs
9. The Take Over, The Breaks Over
10. I'm Like A Lawyer With The Way I'm Always Trying To Get You Off (Me & You)
11. Beat It
12. I Don't Care
13. America's Suitehearts
14. What A Catch, Donnie
15. The Capital Tunnel of Love (Video Bonus)